# Juliet Jobling-Purser
Juliet Jobling-Purser (née le 2 mars 1943 à Newcastle upon Tyne) est une cavalière irlandaise de concours complet.

## Carrière
Juliet Jobling-Purser apprend l'équitation à partir de 4 ans. Pendant son enfance, sur des poneys, elle remporte le championnat britannique de saut d'obstacles, de cross-country et de dressage.
Juliet Jobling-Purser participe aux Jeux olympiques d'été de 1968 à Mexico. Avec l'Irlandaise Penelope Moreton et la Britannique Jane Holderness-Roddam, elle est l'une des premières femmes à participer à l'épreuve de concours complet aux Jeux olympiques. Elle est septième de l'épreuve individuelle tandis que l'équipe d'Irlande dont elle fait partie est éliminée après l'épreuve du cross-country.